# Aculops lathyri
Aculops lathyri är en spindeldjursart som först beskrevs av Alfred Nalepa 1917.  Aculops lathyri ingår i släktet Aculops, och familjen Eriophyidae. Arten är reproducerande i Sverige.